# Distrikt Llochegua
Der Distrikt Llochegua liegt in der Provinz Huanta in der Region Ayacucho in Südzentral-Peru. Der Distrikt wurde am 14. September 2000 aus Teilen des Distrikts Sivia gebildet. Er besitzt eine Fläche von 269 km². Beim Zensus 2017 wurden 3938 Einwohner gezählt. Sitz der Distriktverwaltung ist die 507 m hoch gelegene Ortschaft Llochegua mit 1597 Einwohnern (Stand 2017). Llochegua liegt 70 km nordnordöstlich der Provinzhauptstadt Huanta.

## Geographische Lage
Der Distrikt Llochegua liegt im Andenhochland im Nordosten der Provinz Huanta. Der Distrikt wird im Osten vom Río Apurímac begrenzt.
Der Distrikt Llochegua grenzt im Süden an den Distrikt Sivia, im Westen an die Distrikte Santillana und Ayahuanco, im äußersten Nordwesten an den Distrikt Pucacolpa, im Norden an den Distrikt Cayarani sowie im Osten an den Distrikt Pichari (Provinz La Convención).

## Ortschaften
Im Distrikt gibt es neben dem Hauptort folgende größere Ortschaften:
- Arequipa (314 Einwohner)
- Chihuillo Alto San Antonio (406 Einwohner)
- Corazon Pata (328 Einwohner)
- Gloria Amargura (238 Einwohner)
- Gloria Sol Naciente (282 Einwohner)
- Junín Libertad (367 Einwohner)
- Los Angeles (266 Einwohner)
- Mayapo (1233 Einwohner)
- Puerto Amargura (549 Einwohner)
- Union San Miguel (265 Einwohner)
- Villa Mejorada (497 Einwohner)
- Yaruri (479 Einwohner)